# وادیم تاسویف
وادیم تاسویف (اوکراینی: Вадим Тасоєв؛ زادهٔ ۱۳ ژانویهٔ ۱۹۷۵) کشتی‌گیر سابق روسیه‌ای- اوکراینی در دستهٔ سنگین‌وزن کشتی آزاد است. او برندهٔ سه مدال برنز از مسابقات قهرمانی کشتی جهان (۲۰۰۱، ۲۰۰۲، ۲۰۰۷) و نیز دو مدال نقره (۲۰۰۴، ۲۰۰۵) و دو مدال برنز (۲۰۰۰، ۲۰۰۳) از مسابقات قهرمانی کشتی اروپا است.
تاسویف در ابتدا نمایندهٔ روسیه بوده که به عنوان نمایندهٔ این کشور در سال‌های ۱۹۹۴ و ۱۹۹۵ قهرمان مسابقات امیدهای جهان و امیدهای اروپا شد. سپس به اوکراین مهاجرت کرده و از سال ۱۹۹۸ برای کشور اوکراین در مسابقات بین‌المللی شرکت کرد.